# Pascal Schürpf
Pascal Schürpf (* 15. Juli 1989 in Basel) ist ein Schweizer Fussballspieler, der beim Grasshopper Club Zürich in der Schweizer Super League unter Vertrag steht.

## Karriere

### Verein
Der im linken Mittelfeld oder im Sturm einsetzbare Schürpf begann als Kind bei den Old Boys in Basel mit dem Fussballspielen. In der E-Jugend wechselte er zum Lokalrivalen FC Basel, bei dem er die weiteren Altersstufen im Juniorenbereich durchlief. In der U-21-Mannschaft des FCB erzielte er 32 Tore in 42 Spielen der Spielzeiten 2007/08 und 2008/09. Im Sommer 2008 erhielt er beim FC Basel einen Profivertrag bis zum 30. Juni 2011, der im April 2010 vorzeitig bis zum 30. Juni 2014 verlängert wurde.
Im Januar 2009 wurde Schürpf an den Challenge-League-Verein Concordia Basel ausgeliehen. Hier in der zweithöchsten Spielklasse der Schweiz gab er sein Debüt als Profi und bestritt bis zum Saisonende 2008/09 vierzehn Spiele, wobei er fünf Tore erzielte. Nach dem Zwangsabstieg der Concordia kehrte er auf die folgende Saison zum FC Basel zurück. Im Januar 2011 wurde Schürpf für sechs Monate an den Challenge-League-Verein FC Lugano ausgeliehen. Sein Debüt in Lugano gab er beim 2:1-Heimsieg am 21. Februar im Spiel gegen den FC Vaduz. Sein erstes Tor für Lugano schoss er beim 3:2-Auswärtssieg am 27. Februar beim FC Biel-Bienne. Auf die Saison 2011/2012 kehrte er zum FC Basel zurück.
Im Januar 2012 wurde Schürpf bis zum Ende der Saison erneut ausgeliehen um Spielpraxis zu sammeln, diesmal an den Challenge-League-Verein FC Aarau. Das Leihgeschäft sollte bis zum Ende der Saison 2012/13 laufen, doch im Sommer 2012 kehrte Schürpf nach Basel zurück, wo er ins Kader der U-21-Mannschaft eingereiht wurde. Im Februar 2017 wechselte er zum FC Luzern, wo er einen Vertrag bis Ende Juni 2019 unterschrieb. Der Publikumsliebling verlängerte am 1. September 2018 vorzeitig seinen Vertrag um ein Jahr bis Ende Juni 2020.
Am 8. Mai 2019 geben Pascal Schürpf und der FC Luzern die erneute Vertragsverlängerung bis Ende Juni 2022 bekannt. Er war nach dem Abgang von Christian Schneuwly in der Vorrunde der Saison 2019/20 Captain der Mannschaft.
Im Sommer 2023 wechselte er innerhalb der Liga zum Grasshoppers Club Zürich. Zu Beginn seiner Zeit in Zürich hatte Schürpf mit Verletzungen zu kämpfen. Im Frühjahr 2024 erzielte Schürpf in der fünften Minute der Nachspielzeit den Rekordmeister zum Derbysieg gegen den FCZ. Von den Medien und den GC Fans wurde er daraufhin als Derbyheld bezeichnet.

### Nationalmannschaft
Schürpf absolvierte diverse Juniorenländerspiele für die Schweiz. In der U-20-Nationalmannschaft spielte er unter anderem als Sturmpartner von Mario Gavranović.

## Titel und Erfolge

### FC Basel
- Schweizer Meister mit der U18: 2006[12]
- Schweizer Pokalsieger mit der U18: 2006[12]
- Schweizer Meister: 2010, 2011, 2012
- Schweizer Cup: 2010, 2012

### FC Vaduz
- Liechtensteiner Cup: 2014, 2015, 2016

### FC Luzern
- Schweizer Cup: 2021